# Референдум про статус Криму (2014)
Референдум про статус Криму (рос. Референдум про статус Крыма; російська назва — загальнокримський референдум, рос. общекрымский референдум) — незаконний сфальсифікований референдум про статус Криму із зазделегідь сформованими результатами та завищеною явкою, який відбувся 16 березня 2014 року на території окупованих Росією Автономної Республіки Крим і міста Севастополя. Був призначений 27 лютого Верховною Радою Криму, захопленою вранці того ж дня російськими спецпризначенцями. Спочатку був запланований на 25 травня, згодом дату проведення перенесли на 30 березня, а потім — на 16 березня. На референдумі було поставлено два питання: про відновлення конституції Криму 1992 року і про входження Криму до складу Росії. ООН, СНД, ЄС та ОБСЄ своїх офіційних спостерігачів не надсилали.
На референдумі було поставлено питання:
1. Про входження Криму до складу Росії на правах суб'єкта Російської Федерації.
2. Про відновлення Конституції Республіки Крим від 1992 року і залишення Криму у складі України.

Псевдореферендум був проведений за допомогою російських військ і російських козачих загонів. За свідченням учасника подій Ігоря Гіркіна, депутатів Верховної ради Криму ухвалювати рішення для входження півострова до складу Росії примушували «ополченці» за підтримки БТР російської морської піхоти. Правоохоронні органи Криму і підрозділи Збройних сил України, розташовані на півострові, не сприяли приєднанню до Росії.
За оголошеними організаторами результатами референдуму, за приєднання до Росії в Криму (крім Севастополя) буцімто проголосувало 96,77 % учасників голосування, у Севастополі — 95,6 %. На сайті ради при президентові Росії з питань розвитку громадянського суспільства та прав людини на короткий час з'явилася інформація, що в референдумі брало участь не більше 30 %, з яких близько 50 % висловилося за приєднання до Російської Федерації, дані про 30—40-відсоткову явку оприлюднив і Меджліс кримськотатарського народу.

## Оголошення референдуму
27 лютого 2014 року Верховна Рада Криму за підтримки проросійського мітингу зібралася на позачергове засідання в захопленій російськими спецпризначенцями будівлі. На цьому засіданні було поставлене питання про призначення референдуму на 25 травня 2014 року, запитанням якого мало стати таке: «Автономна Республіка Крим має державну самостійність та входить до складу України на основі договорів і угод». Як признався в ефірі однієї з російських телепередач російський диверсант і терорист Ігор Гіркін, депутатів Верховної Ради Криму голосувати за рішення про відділення Криму від України зганяли насильно так звані «ополченці», а він особисто був одним з командирів цього «ополчення». За офіційними даними, за призначення референдуму проголосував 61 депутат із 64, присутніх на засіданні. Натомість існують свідчення окремих депутатів про те, що реально голосували 40—41 депутатів, тоді як голоси інших були сфальсифіковані шляхом використання карток-дублікатів

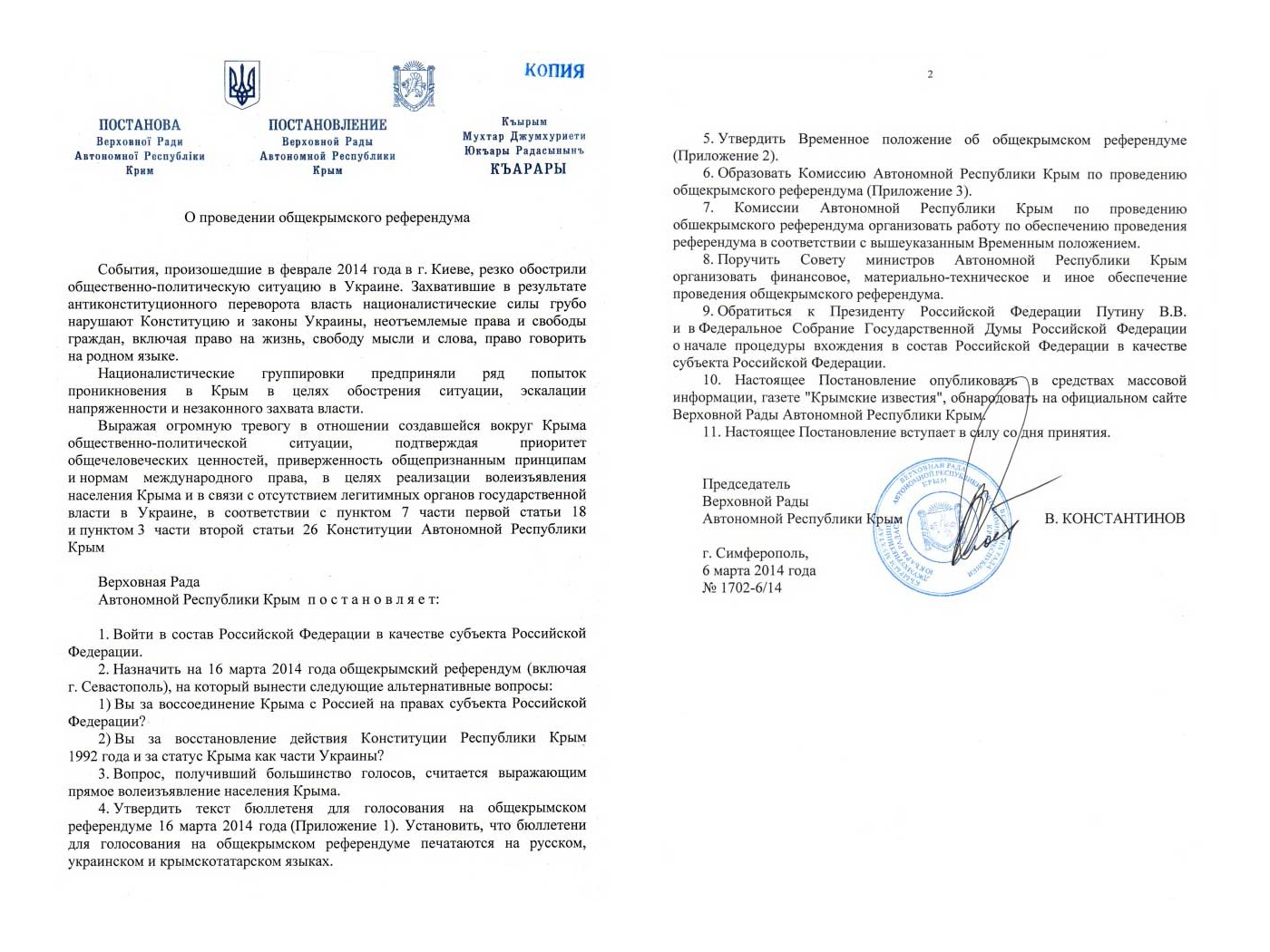
Постанова контрольованої Росією Верховної Ради АРК про проведення так званого «загальнокримського референдуму»

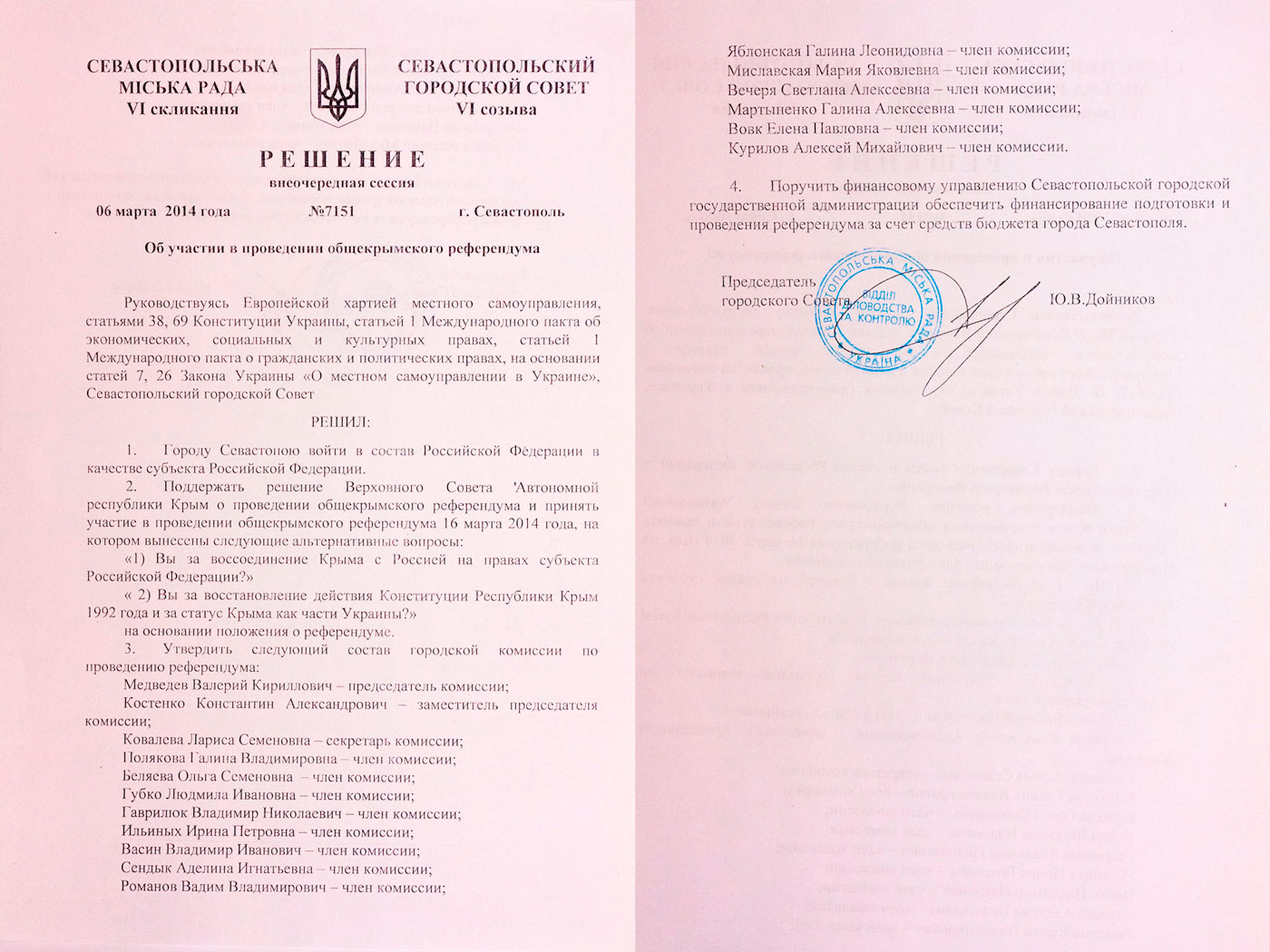
Рішення контрольованої Росією Севастопольської міської ради «Про участь у проведенні загальнокримського референдуму»

Пізніше, референдум було перенесено на 30 березня.
6 березня Верховна Рада АР Крим, яку контролювала Росія, ухвалила рішення провести референдум на всій території Криму (включаючи місто Севастополь), причому не 30 березня, а 16 березня, винісши на обговорення питання про майбутній статус Криму, що передбачав тепер вибір між входженням Криму до складу Росії на правах суб'єкта Федерації та відновленням Конституції Криму 1992 року при збереженні півострова у складі України. Того ж дня постанову про участь у так званому «загальнокримсьмому референдумі» винесла контрольована Росією міська рада Севастополя.
Головою комісії з проведення референдуму був призначений Михайло Малишев.

## Питання

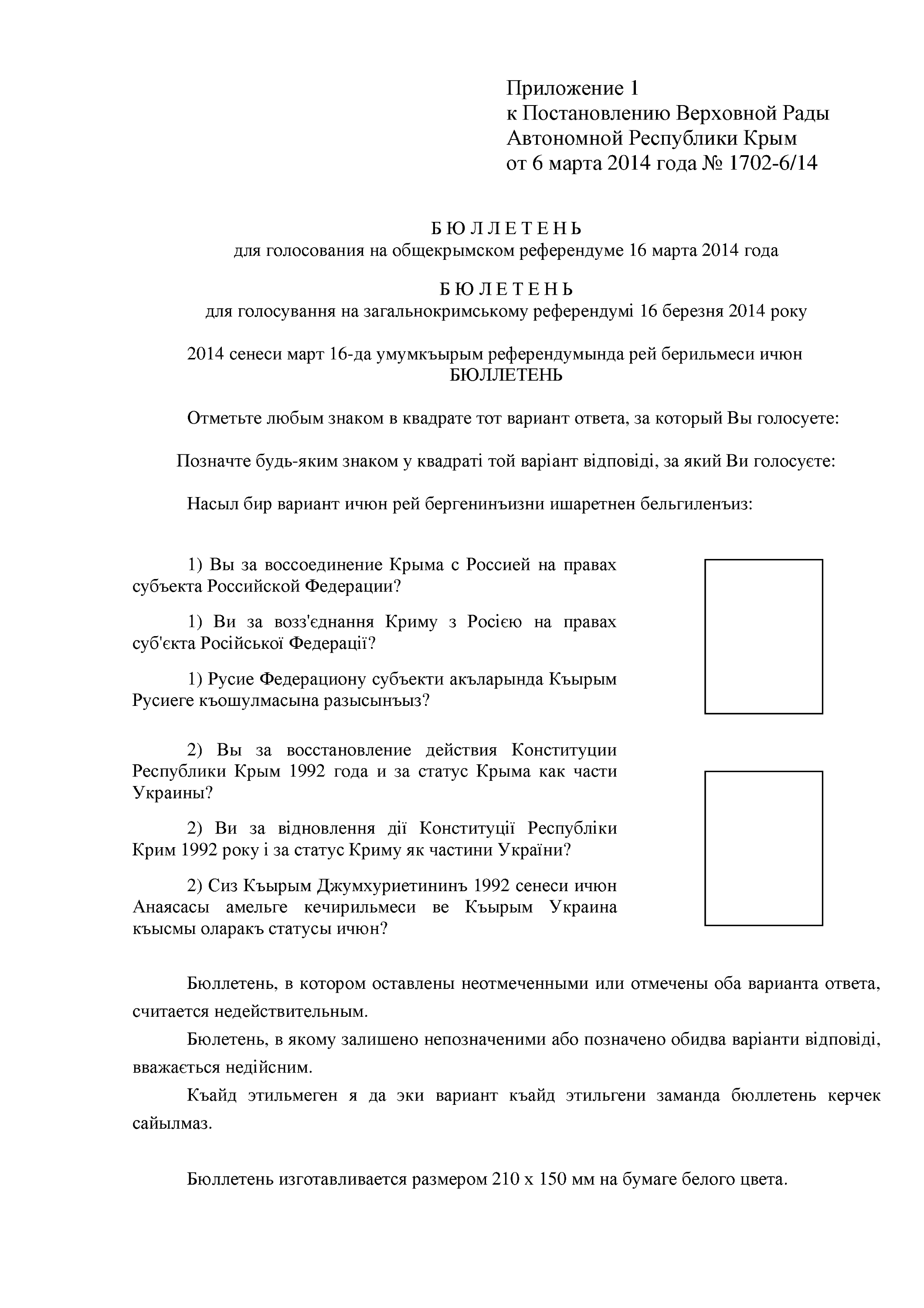
Зразок бюлетеня на псевдореферендумі 16 березня 2014 року

За першим проєктом референдуму ставилися питання:
| - «Автономна Республіка Крим має державну самостійність та входить до складу України на основі договорів і угод» (так чи ні). |
6 березня стало відомо, що на референдум будуть винесені два питання:
| - Ви за возз'єднання Криму з Росією на правах суб'єкта Російської Федерації? - Ви за відновлення дії Конституції Республіки Крим 1992 року і за статус Криму як частини України?[26] |
При цьому бюлетенем передбачена відповідь лише на одне з цих питань і лише «так» — шляхом позначки у відповідному квадраті. Будь-яка позначка трактується як відповідь «так», дві позначки — бюлетень вважається недійсним. Таким чином, зазначені питання є не питаннями, а варіантами відповіді (це зазначено і в самому тексті бюлетеня). Крім того, вибір не є вичерпним — відсутній варіант статусу Криму як частини України на умовах чинної Конституції України і чинної Конституції АРК, що свідчить про профанацію волевиявлення і грубе порушення прав громадян.
Заступник голови ЦВК України Андрій Магера зазначив, що питання щодо повернення до Конституції АРК 1992 року є некоректним, оскільки кримська Конституція 1992 року існувала у двох редакціях: травневій та вересневій.

## Результати соціологічних опитувань
За результатами соціологічного дослідження «Суспільно-політичні, міжнаціональні та міжконфесійні відносини в АР Крим: стан, проблеми, шляхи вирішення», проведеного у 2008 році Центром Разумкова спільно з Інститутом Європи Університету Базеля, настрої мешканців Криму були суперечливими та невизначеними. Так 53,8 % мешканців підтримували розширення прав АР Крим у складі України, 35,1 % підтримували створення російської національної автономії в складі України, 34.5 % підтримували проголошення незалежності АР Крим. Водночас включення півострова до складу Російської Федерації підтримувало 63,8 % мешканців Криму (в етнічному розподілі 75,9 % серед росіян, 55,2 % серед українців та 13,8 % серед кримських татар).
За опитуваннями, проведеними компанією International Republican Institute (IRI) у листопаді 2011 і травні 2013 року, за приєднання півострова до складу Росії виступало 23—33 % мешканців Криму, 49—53 % виступали за збереження статусу автономії у складі України.
За даними соцопитування, проведеного з 8 до 18 лютого 2014 року Київським міжнародним інститутом соціології, 41 % жителів Криму бажали об'єднання України з Російською Федерацією в єдину державу (2013 — 35,9 %).

## Перебіг голосування
Голосування тривало з 8 до 20 години 16 березня на 1205 виборчих дільницях в Автономній Республіці Крим та у місті Севастополь. На території Бахчисарайського району у місцях проживання кримських татар виборчі дільниці не було створені, оскільки не знайшлося добровольців для роботи у виборчих комісіях.
Голосування пройшло без участі міжнародних спостерігачів. ООН не визнав його результати. На референдумі як так звані міжнародні спостерігачі були помічені відомі своїми фашистськими, нацистськими і неосталіністськими поглядами особи

### Явка виборців
За даними організаторів референдуму, станом на 12 годин явка виборців становила 44 %, на 15 годин — 64 %.
Станом на 20 годин явка за даними організаторів референдуму становила 81,4 % на території АР Крим та 89,5 % у Севастополі. За незалежними оцінками явка склала 32,4 %.
| Територія                      | 12:00 | 15:00 | 18:00 | 20:00 |
| ------------------------------ | ----- | ----- | ----- | ----- |
| Сімферополь, Залізничний район | 44,7  | 80,2  | 85,0  | 86,6  |
| Сімферополь, Київський район   | 39,3  | 65,5  | 76,8  | 90,0  |
| Сімферополь, Центральний район | 41,3  | 63,6  | 76,2  | 88,5  |
| Керч                           | 64,3  | 75,6  | 88,2  | 94,6  |
| Алушта                         | 38,6  | 67,5  | 75,8  | 81,8  |
| Армянськ                       | 43,7  | 62,3  | 74,6  | 87,2  |
| Джанкой                        | 45,5  | 67,8  | 84,5  | 89,8  |
| Євпаторія                      | 43,2  | 60,1  | 67,8  | 84,8  |
| Красноперекопськ               | 46,6  | 67,7  | 80,4  | 87,5  |
| Саки                           | 40,6  | 54,5  | 67,5  | 73,0  |
| Судак                          | 47,1  | 64,1  | 72,4  | 80,3  |
| Феодосія                       | 51,7  | 70,5  | 79,5  | 89,7  |
| Ялта                           | 40,0  | 60,8  | 73,4  | 86,6  |
| Бахчисарайський район          | 39,8  | 55,4  | 56,7  | 59,2  |
| Білогірський район             | 40,8  | 53,5  | 59,5  | 63,8  |
| Джанкойський район             | 41,0  | 57,6  | 67,7  | 76,5  |
| Кіровський район               | 36,6  | 51,1  | 53,8  | 57,6  |
| Красногвардійський район       | 38,4  | 56,2  | 66,8  | 72,2  |
| Красноперекопський район       | 24,4  | 58,8  | 74,0  | 81,5  |
| Ленінський район               | 44,4  | 60,7  | 72,4  | 80,3  |
| Нижньогірський район           | 43,9  | 59,8  | 69,8  | 77,1  |
| Первомайський район            | 38,2  | 60,3  | 63,6  | 72,8  |
| Сакський район                 | 39,9  | 63,8  | 71,2  | 76,7  |
| Сімферопольський район         | 41,9  | 71,0  | 78,2  | 85,2  |
| Совєтський район               | 37,8  | 53,0  | 59,9  | 64,0  |
| Роздольненський район          | 41,2  | 61,2  | 68,4  | 77,9  |
| Чорноморський район            | 43,5  | 59,4  |       | 93,7  |
| Загалом                        | 44,27 | 63,97 | 73,4  | 82,71 |

### Порушення
У день референдуму на території АРК було багато білбордів та сіті-лайтів з агітаційними матеріалами, які закликали голосувати за возз'єднання з Росією.
У кримському відділенні Комітету виборців України зазначили, що голосування відбувається за застарілими списками виборців.
Повідомлялося про можливість голосування особами, яких не було попередньо включено до списків виборців: російська журналістка з сімферопольською реєстрацією проголосувала на референдумі. Інший експеримент здійснив журналіст телекомпанії ATR, котрий ходив по дільницях з вимогою включити його до списків. У результаті йому було відмовлено лише одного разу і тричі журналіст отримав бюлетень та мав можливість проголосувати. ЗМІ повідомляли про порушення під час голосування у психіатричній лікарні у Ялті, де пацієнтам «допомагали правильно проголосувати».
Підтримали приєднання до Російської Федерації 474 137 осіб із Севастополя, хоча населення міста відповідно до даних міського управління статистики становило на 1 листопада 2013 року 383 499 осіб; тобто за від'єднання Севастополя від України проголосували 123 % жителів міста. Однак на брифінгу в Сімферополі, присвяченому явці виборців станом на 20:00 місцевого часу, були озвучені інші дані — в Автономній Республіці Крим (без Севастополя) явка становила 1 250 427 осіб, з урахуванням Севастополя 1 524 563.

### Інформація Ради при Президенті РФ з питань розвитку громадянського суспільства та прав людини
На початку травня на сайті Ради при Президентові Росії з питань розвитку громадянського суспільства та прав людини з'явилось повідомлення, що за попередніми оцінками на березневий референдум про статус Автономної Республіки прийшли 30—50 % громадян, і лише половина з тих, хто з'явився на референдум, проголосували за приєднання до Росії. Тобто долю українського Криму визначила проросійська меншість: від 15 % до 30 % населення. Приблизно такі ж дані явки і голосування раніше оприлюднював Меджліс кримськотатарського народу. Після оприлюднення в мас-медіа, новину з вебсторінки швидко прибрали, а ще пізніше вона знову з'явилась там з роз'ясненням, що це є неофіційна доповідь члена Ради і голови Комісії з міграційної політики та захисту прав людини у сфері міжнаціональних відносин Євгенія Боброва.

## Результати
За даними єдиного екзит-полу, проведеного окупаційною владою за участі військових, щодо так званого «входження Криму до складу РФ як суб'єкта федерації» проголосувало 93 % виборців, за «відновлення конституції Криму 1992 року» — 7 %.
За результатами тимчасової окупаційної влади РФ окупацію Криму проголосувало 96,77 % виборців, за «збереження Криму у складі України і відновлення конституції Криму 1992 року» — 2,51 %, недійсних бюлетенів — 0,73 %.
| Питання                                                                                           | Кількість голосів | Відсотки |
| ------------------------------------------------------------------------------------------------- | ----------------- | -------- |
| Ви за возз'єднання Криму з Росією на правах суб'єкта Російської Федерації?                        | 1 233002          | 96,77 %  |
| Ви за відновлення дії Конституції Республіки Крим 1992 року й за статус Криму як частини України? | 31 997            | 2,51 %   |
| Недійсні бюлетені                                                                                 | 9 097             | 0,72 %   |
| Явка виборців                                                                                     | 1 274 096         | 83,10 %  |
| Загальна кількість виборців                                                                       | 1 533 208         | 100,00 % |

| Питання                                                                                           | Кількість голосів | Відсотки |
| ------------------------------------------------------------------------------------------------- | ----------------- | -------- |
| Ви за возз'єднання Криму з Росією на правах суб'єкта Російської Федерації?                        | 262 041           | 95,60 %  |
| Ви за відновлення дії Конституції Республіки Крим 1992 року й за статус Криму як частини України? | 9 250             | 3,37 %   |
| Недійсні бюлетені                                                                                 | 2 810             | 1,03 %   |
| Явка виборців                                                                                     | 274 101           | 89,50 %  |
| Загальна кількість виборців                                                                       | 306 258           | 100,00 % |

### Математичні розбіжності та збіги
Оголошені окупаційною владою офіційні дані голосування в Севастополі мають певні неточності й збіги, а саме:
- Оголошена кількість виборців Севастополя, які взяли участь у голосуванні, була 274 101 або 89,5000 % від загальної кількості виборців (306 258).
- Оголошена кількість виборців Севастополя, які проголосували «за», — 262 041 або 95,6001 % від загальної кількості.
- Оголошена кількість виборців Севастополя, які проголосували «проти», — 9250 або 3,5299 %, однак 9250 — це 3,5299 % від 262 041, а не від загальної кількості виборців (274 101)[58].

## Питання легітимності
Відповідно до пункту 2 частини 3 статті 3 Закону України «Про всеукраїнський референдум», ратифікаційний референдум про зміну території України може бути проведено за наслідками всеукраїнського референдуму.
На момент підготовки і проведення референдуму в Криму, за даними української влади, перебувало близько 30 тисяч російських військовослужбовців без розпізнавальних знаків. Кримські татари заявляли про спроби залякування їх групою російськомовних людей. Відключено 5 канал і 1+1.
Голова Центральної виборчої комісії Курултаю кримськотатарського народу Заїр Смедляєв 16 березня заявив про масові порушення під час проведення референдуму й фальсифікацію його результатів. Зокрема він заявив, що
|  | У Бахчисарайський район на автобусах завезли «летючих голландців», які, очевидно, роз'їжджатимуть по дільницях і вкидатимуть бюлетені. У голосуванні беруть участь і громадяни Росії. У Білогірському районі на дільницю не допускали журналістів телеканалу АТР. Отже, один скоєний злочин (незаконний референдум) підштовхує до скоєння іншого (фальсифікації результатів) з метою уникнення відповідальності. |

Згідно з доповіддю, розміщеною на сайті Ради з прав людини при Президенті РФ, явка на референдумі склала 30—50 % виборців, 50—60 % з яких проголосували за приєднання до РФ.

### Позиція української влади
За Конституцією та українськими законами цей референдум є нелегітимним. У Центральній виборчій комісії України наголосили, що в українському законодавстві не передбачене проведення «місцевих референдумів». Проти Аксьонова та Костантинова порушено низку кримінальних справ за спробу повалення конституційного та державного ладу і сепаратизм.
Юлія Тимошенко зазначила, що проводити референдум під дулами автоматів неможливо, охарактеризувавши це насиллям, а не референдумом. Міністр юстиції України Павло Петренко заявив, що рішення про референдум щодо статусу Криму і про відставку уряду АР Крим були нелегітимними, оскільки приймалися з грубим порушенням Конституції та законів України.
Головне слідче управління Служби безпеки України розпочало розслідування за ознаками частини 3 статті 110 Кримінального кодексу України — зазіхання на територіальну цілісність і недоторканність України.
7 березня 2014 виконувач обов'язків Президента України Олександр Турчинов підписав указ про призупинення рішення кримського парламенту про референдум щодо статусу Криму. У Верховній Раді Криму заявили, що ця заява Турчинова не тягне за собою правових наслідків.
14 березня 2014 року Конституційний Суд України розглянув справу за конституційними поданнями виконувача обов'язки Президента України, Голови Верховної Ради України та Уповноваженого Верховної Ради України з прав людини щодо відповідності Конституції України (конституційності) Постанови Верховної Ради Автономної Республіки Крим «Про проведення загальнокримського референдуму» від 6 березня 2014 р. № 1702-6/14 та вирішив:
|  | 1. Визнати такою, що не відповідає Конституції України (є неконституційною), Постанову Верховної Ради Автономної Республіки Крим «Про проведення загальнокримського референдуму» від 6 березня 2014 року № 1702-6/14. 2. Постанова Верховної Ради Автономної Республіки Крим «Про проведення загальнокримського референдуму» від 6 березня 2014 року № 1702-6/14, визнана неконституційною, втрачає чинність з дня ухвалення Конституційним Судом України цього Рішення. 3. Припинити діяльність Комісії Автономної Республіки Крим із проведення загальнокримського референдуму, територіальних та дільничних комісій, створених для проведення цього референдуму. 4. Раді міністрів Автономної Республіки Крим припинити фінансування заходів щодо проведення референдуму, забезпечити знищення бюлетенів, агітаційних матеріалів. |

Рішення Конституційного Суду України є обов'язковим до виконання на території України, остаточним і не може бути оскаржене.

### Позиція російської влади

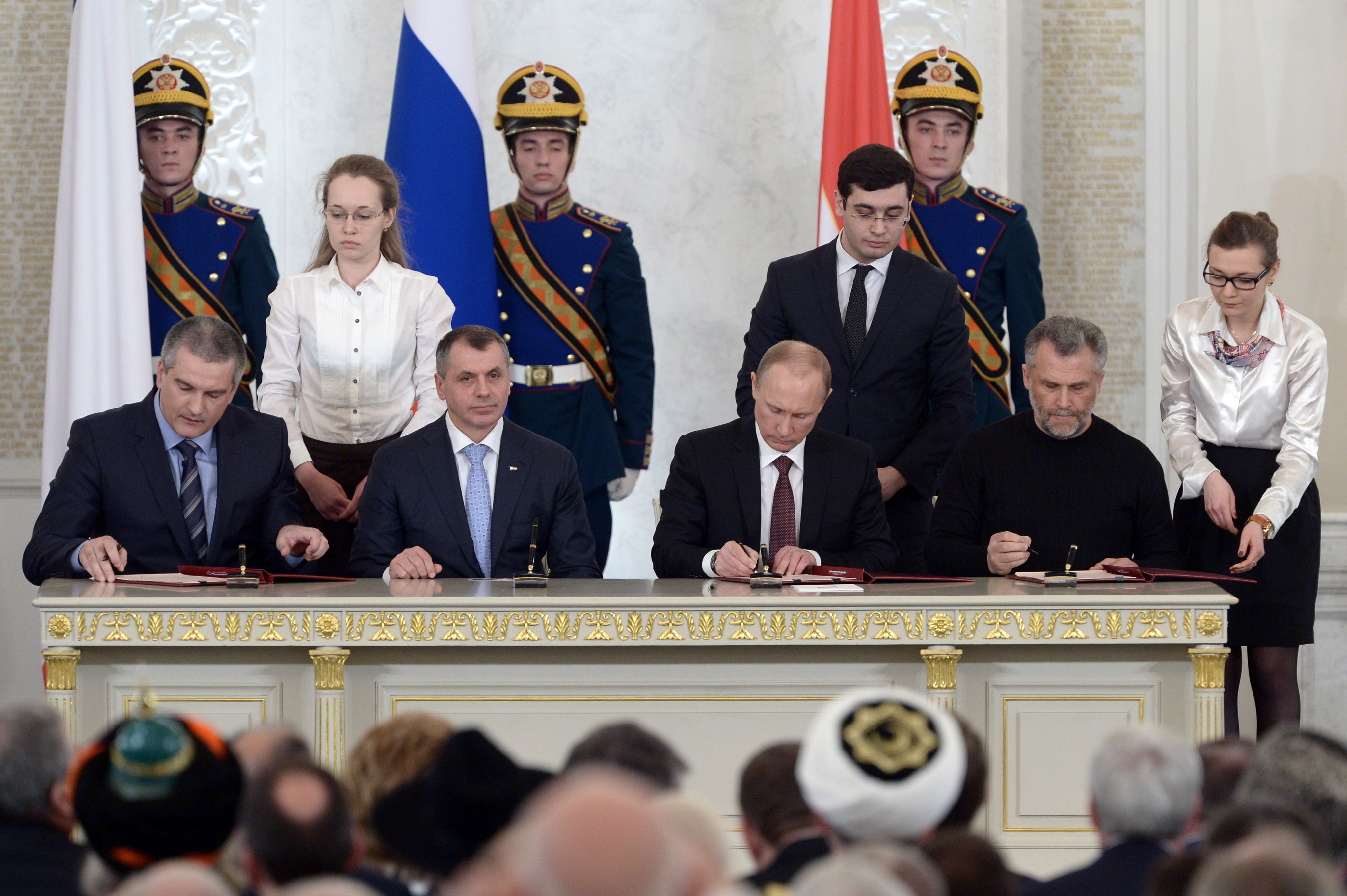
Незаконне підписання «договору про прийняття Республіки Крим до РФ», який розпочав тимчасову окупацію півострова

Росія визнала референдум, посилаючись на прецедент з визнанням одностороннього проголошення незалежності Косова. Російське керівництво посилається на закріплене в Статуті ООН невід'ємне право народів на самовизначення і заявляє, що російське втручання в Криму проводилося з метою забезпечення безпеки громадян і сприятливих умов для їх волевиявлення. Такі паралелі оскаржуються західними вченими.
28 лютого депутат Держдуми Росії Сергій Миронов вніс законопроєкт про спрощення процедури прийняття нових суб'єктів до складу РФ. За поточним російським законодавством, прийняття нового суб'єкта можливе тільки зі згоди Росії і держави, якій територія належить; причому ініціатива повинна виходити саме від цієї держави. Миронов запропонував процедуру, за якою приєднання регіону до Росії стало можливим за ініціативою цього регіону за зверненням органів влади регіону і результатами місцевого референдуму — без згоди держави, до якої входить регіон. Сергій Миронов підтвердив, що пропозиція була внесена саме для приєднання Криму.
Спікер Ради Федерації Валентина Матвієнко під час візиту до Криму заявила, що верхня палата російського парламенту підтримає входження регіону до складу Росії, якщо відповідне рішення буде підтримане на референдумі.
Президент Російської Федерації В. В. Путін в інтерв'ю 4 червня 2014 року заявив, що російські війська, що знаходилися в Криму відповідно до міжнародного договору про наявність там російської військової бази, дійсно допомогли жителям Криму провести референдум про свою незалежність і бажання приєднатися до Російської Федерації. Також він зазначив, що Росія не могла дозволити, щоб «історична російська територія з переважним етнічним російським населенням» пішла у НАТО.

## Міжнародна реакція
- Рада безпеки ООН оголосила, що вважає референдум нелегітимним[3].
- Президент США Барак Обама заявив, що проведення референдуму порушить український суверенітет і міжнародне право[80].
- На думку канцлера Німеччини Ангели Меркель, референдум «нелегітимний і не сумісний з конституцією України»[80].
- Прем'єр-міністр Канади Стівен Гарпер оголосив, що канадська влада не ви́знає результати референдуму, бо Крим перебуває під «незаконною військовою окупацією»[80].
- Організація з безпеки і співробітництва в Європі вважає референдум неконституційним, тому відмовилася відправити своїх спостерігачів на нього[81].
- Венеціанська комісія визнала референдум у Криму нелегітимним, мотивуючи це тим, що можливість проведення такого референдуму не передбачено ні українською, ні кримською конституціями, а також тим, що умови його проведення не відповідають демократичним стандартам[82].
- Казахстан заявив, що кримський референдум був «вільним волевиявленням народу» та «з розумінням поставився» до подального фактичного включення Криму до складу РФ[83].
- Президент Вірменії констатував, що кримський референдум — зразок реалізації права народів на самовизначення[84].
- Туреччина заявила, що ніколи не визнає анексію Криму та результати так званого «референдуму».
- У пункті 15 Резолюції від 1 липня 2014 року Парламентська асамблея Організації з безпеки і співробітництва в Європі проголосила, що даний референдум є «нелегітимним і незаконним актом, результати якого не мають жодної юридичної сили»[85].

## Наслідки
17 березня на окупаційна влада оголосила, що підставі так званої Декларації про незалежність і «результатів референдуму» проголошена Республіка Крим як незалежна і суверенна держава з Севастополем (місто з особливим статусом). Республіка Крим в особі свого вищого органу влади, Державної Ради Республіки Крим, «звернулася» до РФ з пропозицією про прийняття Криму до складу РФ зі статусом республіки. Того ж дня президент РФ підписав формальний указ про визнання Крим як незалежної держави. 18 березня підписаний договір про так зване «прийняття» Криму і Севастополя до складу Росії.